# Коробовщина (Верхошижемський район)
Коробо́вщина (рос. Коробовщина) — присілок у складі Верхошижемського району Кіровської області, Росія. Входить до складу Сирдинського сільського поселення.
Населення становить 8 осіб (2010, 25 у 2002).
Національний склад станом на 2002 рік — росіяни 92 %.